# Carlos Matus
Carlos Tulio Matus Romo (Santiago, 19 de noviembre de 1931-Caracas, 21 de diciembre de 1998) fue un economista y político chileno, se desempeñó como Ministro de Economía y Presidente del Banco Central durante el gobierno de Salvador Allende.

## Biografía

### Primeros años
Matus se graduó como ingeniero comercial en la Universidad de Chile el año 1955, obtuvo un MPA en la Harvard University, especializado en Alta Dirección y Planificación Estratégica.
Desde el año 1957 hasta 1959 Carlos Matus trabajó como asesor del Ministro de Hacienda y como Profesor Asistente de la Cátedra de Política Económica en los Cursos de Posgrado en Planificación y Desarrollo dictados por CEPAL y el ILPES en Santiago de Chile. También Fue miembro de varias misiones de asesoría en planificación dirigidas a diversos países latinoamericanos.
Entre 1965 y 1970 fue director de la División de Servicios de Asesoría del ILPES, Naciones Unidas - Chile; dirigió el equipo de técnicos que desarrolla la metodología de Planes Operativos Anuales (POA), que se difundió hacia buena parte de los países latinoamericanos, con misiones en Centroamérica, Brasil, República Dominicana, Ecuador, Bolivia, Perú, Colombia, etc.
En 1970, durante el gobierno del Presidente Salvador Allende, Carlos Matus es nombrado Presidente de la Compañía de Acero del Pacífico (CAP), y crea el complejo siderometalúrgico, entidad que comprende más de 40 empresas del ramo. Posteriormente fue nombrado Ministro de Economía y Presidente del Consejo de la Corporación de Fomento y Producción (CORFO). Durante 1973, el Presidente Salvador Allende lo designó como su asesor económico, posteriormente se desempeñó como Presidente del Banco Central de Chile desde el 18 de mayo de 1973 hasta el 11 de septiembre de 1973, siendo destituido de su cargo por la Junta Militar de Gobierno.

### Periodo de la dictadura militar
Luego del golpe de Estado en Chile de 1973 que dio inicio a la dictadura militar liderada por Augusto Pinochet, Matus fue detenido por las Fuerzas Armadas durante dos años en los campos de concentración de Isla Dawson y Ritoque.[cita requerida] En Isla Dawson trabajó en diversas obras junto al arquitecto Miguel Lawner, las que les ayudaron a mejorar sus estándares de dignidad durante el arresto. Durante este periodo comenzó también a escribir las primeras páginas del libro Planificación de situaciones, el cual culminó después de quedar en libertad y exiliarse en Venezuela.[cita requerida]

### Exilio
En octubre de 1975 llegó a Venezuela y se incorporó al CENDES (Centro de Estudios del Desarrollo, de la Universidad Central de Venezuela), donde trabajó como investigador, y fue asesor del Ministro de Hacienda Héctor Hurtado. Continúa en 1978 como Director del Proyecto de Asesoría al Ministerio de Hacienda de Venezuela "Modernización del Sistema Fiscal", del Programa de las Naciones Unidas para el Desarrollo (PNUD).
Desde 1982 actuó como consultor de la Oficina Central de Coordinación y Planificación en Venezuela (CORDIPLAN), colaborando en el diseño de IVEPLAN (Instituto Venezolano de Planificación) y en su puesta en marcha; fue asesor en la reforma del sistema de planificación y las innovaciones metodológicas del VII Plan de la Nación, primer intento en América Latina de aplicar la Planificación Estratégica Situacional (PES).
En 1986 se retira de las Naciones Unidas, actuando como consultor del ILPES en la Oficina Sanitaria Panamericana en Caracas y Washington. En 1988 diseña la estructura de la Fundación ALTADIR, organismo pionero en América Latina para el desarrollo de la Planificación Estratégica y las técnicas de Alta Dirección. Diseña el Curso de Alta Dirección del ILDIS, en la Fundación Friedriech Ebert de Alemania.
Como Presidente de la Fundación ALTADIR desarrolla una intensa labor de docencia en Planificación, para difundir el Método PES; dictando cursos a profesionales de Brasil, Venezuela, Ecuador, Colombia, Argentina, Chile, entre otros. 

## Obra escrita
- 1972: Estrategia y plan
- 1977: Planificación de situaciones
- 1978: Bases teóricas del presupuesto por programas
- 1980: Guía de análisis teórico
- 1987: Planificación y gobierno
- 1987: Adiós, señor presidente
- 1994. El Método PES: Entrevista a Carlos Matus
- 1994. Reingeniería Pública
- 1994. Sobre la Teoría de las Macroorganizaciones
- 1995. Chimpancé, Maquiavello y Gandhi
- 1997. El Líder sin Estado Mayor
- 1997. Los 3 Cinturones de Gobierno
- 1998. El Método MAPP
- 2000. Teoría del Juego Social